# Трегюнк
Трегюнк (фр. Trégunc) — коммуна на северо-западе Франции, находится в регионе Бретань, департамент Финистер, округ Кемпер, кантон Моэлан-сюр-Мер. Расположена в 28 км к юго-востоку от Кемпера и в 94 км к западу от Ванна, в 7 км от национальной автомагистрали N165, на побережье Атлантического океана.
Население (2019) — 7 064 человека.

## Достопримечательности
- Неоготическая приходская церковь Святого Марка середины XIX века
- Готическая часовня Святого Филиберта XVI века
- Шато (вилла) на мысе Тревиньон
- Шато Керминауэ начала XX века

## Экономика
Структура занятости населения:
- сельское хозяйство — 3,4 %
- промышленность — 22,7 %
- строительство — 8,5 %
- торговля, транспорт и сфера услуг — 44,4 %
- государственные и муниципальные службы — 21,0 %

Уровень безработицы (2018) — 11,0 % (Франция в целом —  13,4 %, департамент Финистер — 12,1 %). 

Среднегодовой доход на 1 человека, евро (2018) — 23 470 (Франция в целом — 21 730, департамент Финистер — 21 970).

## Демография
Динамика численности населения, чел.

## Администрация
Пост мэра Трегюнка с 2014 года занимает социалист Оливье Беллек (Olivier Bellec). На муниципальных выборах 2020 года возглавляемый им левый список был единственным.
| Период | Период | Фамилия        | Партия                  | Примечания                                                          |
| ------ | ------ | -------------- | ----------------------- | ------------------------------------------------------------------- |
| 1959   | 1971   | Огюст Пикар    | Коммунистическая партия | учитель, директор школы                                             |
| 1971   | 1989   | Полетт Лекрок  | Разные правые           | фармацевт                                                           |
| 1989   | 1998   | Жан Лозаш      | Социалистическая партия | учитель, педагог-консультант, член Генерального совета департамента |
| 1998   | 2014   | Жан-Клод Сакре | Социалистическая партия | интендант лицея                                                     |
| 2014   |        | Оливье Беллек  | Социалистическая партия | служащий                                                            |

## Города-побратимы
- Каррик-он-Шур, Ирландия

## Галерея
- Церковь Святого Марка
- Интерьер часовни Святого Филиберта
- Вилла на мысе Тревиньон
- Шато Керминауэ
- Пляж Дурвей